# Numerus Cattharensium
Der Numerus Cattharensium (deutsch Numerus Cattharensium) war eine römische Auxiliareinheit. Sie ist durch Inschriften belegt. In der Inschrift (CIL 13, 7268) wird die Einheit als Numerus Caddarensium bezeichnet.
Die Sollstärke der Einheit ist unbekannt. Es dürfte sich bei dem Numerus um eine gemischte Einheit aus Infanterie und Kavallerie gehandelt haben.

## Namensbestandteile
- Cattharensium: Der Name leitet sich vermutlich von einer antiken Ortsbezeichnung in der Nähe des Standorts der Einheit ab.[1][A 1]

## Geschichte
Die Anfänge der Einheit dürften auf eine Vexillation aus einer (unbekannten) Auxiliareinheit zurückgehen, die im späten 1. Jhd. n. Chr. an den Standort beim späteren Kastell Alteburg abkommandiert wurde. Anfänglich wurde diese Abordnung vermutlich als vexillatio Cattharensis bezeichnet. Möglicherweise führte die weite Entfernung vom Standort der Ursprungseinheit zu einer Verselbständigung der Vexillation und damit zur Entstehung des Numerus.
Der letzte gesicherte Nachweis des Numerus beruht auf der Inschrift (CIL 11, 3104), die in Mainz-Kastel gefunden wurde und die auf 225 datiert ist. Möglicherweise ist der Numerus aber mit einer Einheit identisch, die in der Notitia dignitatum unter der Bezeichnung Catarienses erwähnt wird und die Teil der Truppen war, die dem Oberkommando des Comes Illyrici unterstanden.

## Standorte
Standorte des Numerus in Germania superior waren:
- Kastell Alteburg (Heftrich): Ziegel mit den Stempeln CATTHR, CATTHAR, N CAT und N CATTHR (CIL 13, 12502) wurden hier gefunden.

## Angehörige des Numerus
Folgende Angehörige des Numerus sind bekannt:
| - Finitius Fidelis, ein Soldat (CIL 13, 7268) - P(ublius) Romantinus, ein Centurio | - Silvestris Servandus, ein Circitor (CIL 13, 7298) |